# Megasema praetermissa
Megasema praetermissa är en fjärilsart som beskrevs av W. Warren 1912. Megasema praetermissa ingår i släktet Megasema och familjen nattflyn. Inga underarter finns listade i Catalogue of Life.